# Metoxypilus lobifrons
Metoxypilus lobifrons es una especie de mantis de la familia Amorphoscelidae.

## Distribución geográfica
Se encuentra en Queensland (Australia).